# Bouvier (cépage)
Pour les articles homonymes, voir Bouvier.
Le Bouvier est un cépage blanc que l’on trouve en Europe centrale : Autriche, Hongrie, Slovaquie et Slovénie. C’est également un cépage de table. Appelé aussi Findling, il serait une mutation naturelle du Müller-thurgau.

## Origine

### Historique
Il est issu d'un métissage de parents inconnus, réalisé par le propriétaire du domaine « C. Bouvier de Radkersburg », en 1900.

### Géographique
Il est essentiellement cultivé en Autriche, dans les vignobles de Styrie et Burgenland. Il a aussi été introduit en Hongrie, Slovénie et Croatie.

## Synonymes
Bela Ranina, Bela Ranka, Boouvierovo Grozno, Bouvier Précoce, Bouvier Trante Weisse, Bouvier Traube Weisse, Bouvierovo Grozno, Bouvierovo Hrozno, Bouvierovo Ranina, Bouvierrebe, Bouviertraube, Bouviertraube Weisse, Bouvieruv Hrozen, Bouvijejeva Ranka, Bovije, Buveleova Ranka, Buvie, Buvierov Hrozen, Buvije, Buvijeova Ranina, Buvijeova Ranka, Buvijeva Ranka, Buvileova Ranka, Chasselas Bouvier, Kimmig Kp 1, Précoce de Bouvier, Précoce de Bouvier Bianco, Précoce de Bouvier Blanc, Précoce di Bouvier Bianco, Radgonska, Ranina, Ragdonska Ranina Bela, Ranina, Ranina Bela, Ranka, Sasla Buvije.

## Caractères ampélographiques
Le Bouvier a un bourgeonnement cotonneux, bordé de rouge. Les feuilles sont vert clair, de tailles moyennes, sont à 3 ou 5 lobes, profondément découpées. Les baies sont rondes, jaunes, dorées côté soleil et craquantes à goût de muscat.

## Aptitudes

### Culturales
Moyennement vigoureux, ce cépage est tolérant à des sols très variés, même s'il les préfère profonds et craint la chlorose (attention aux terrains calcaires).

### Sensibilité
Il est relativement résistant à la pourriture grise grâce à sa pellicule épaisse.

### Technologiques
Le vin qui en est issu est léger, avec l'arôme de muscat plus ou moins prononcé selon le terroir. Il est souvent vinifié avec du sucre résiduel et en Croatie, il est nommé lait du tigre.